# 엑스노트 미니 X120
엑스노트 미니 X120(Xnote Mini X120)는 LG전자가 2009년 3월 22일에 출시한 넷북 컴퓨터이다.

## 사진

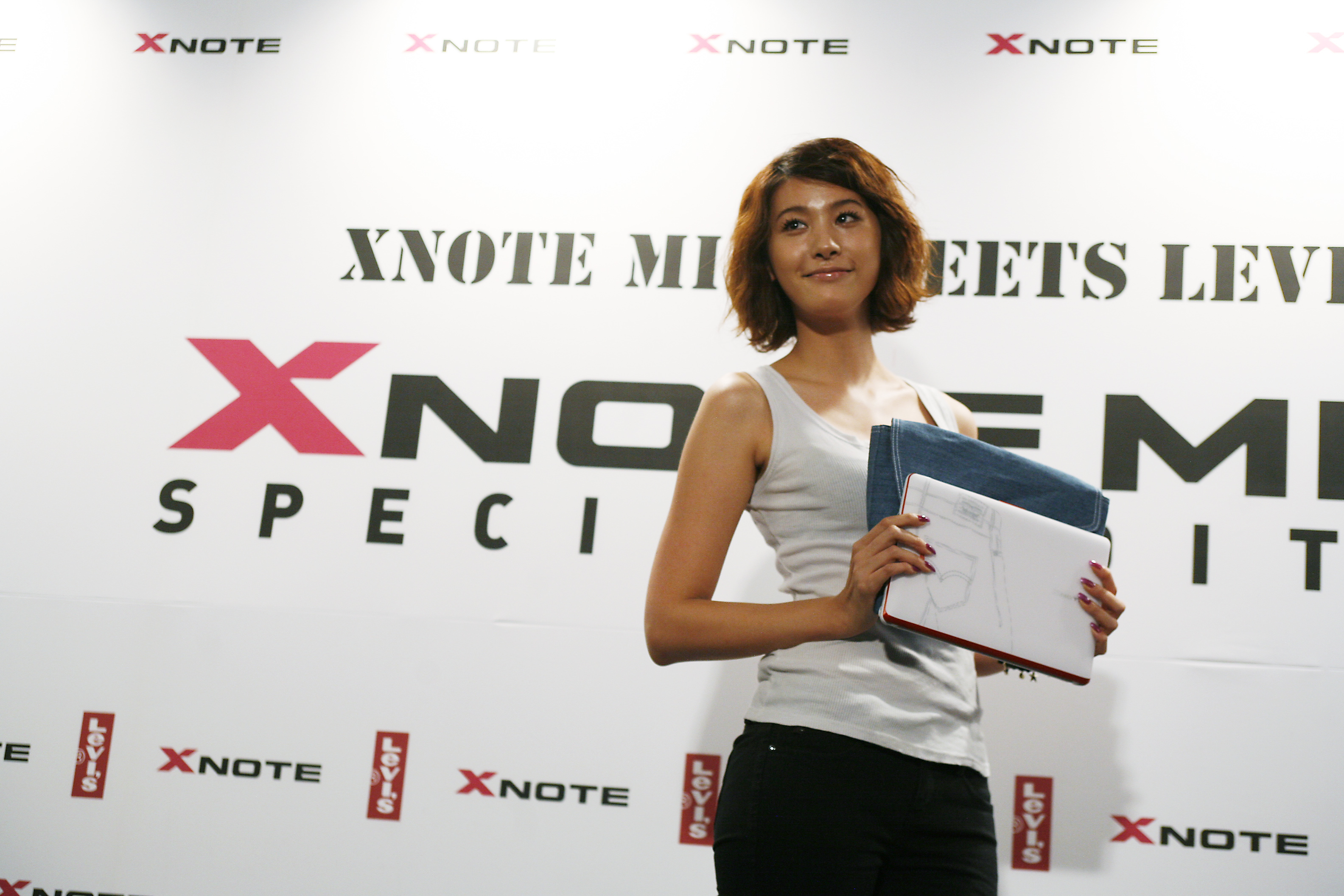
엑스노트 X120 리바이스 에디션 론칭파티에서 X120을 들고 있는 유인영
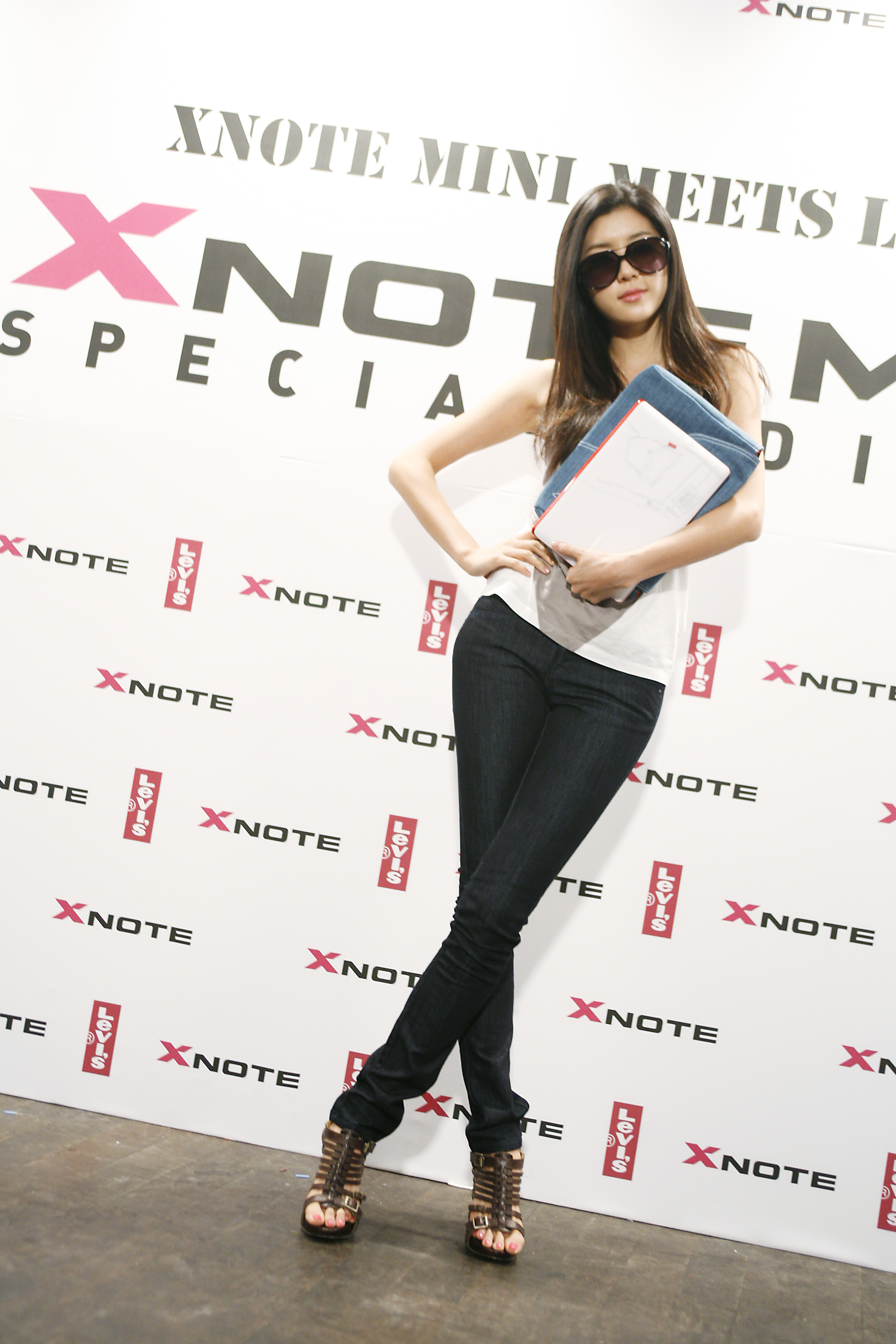
엑스노트 X120 리바이스 에디션 론칭파티에서 X120을 들고 있는 박한별